# Amegilla
Amegilla ist eine Gattung aus der Familie der Apidae innerhalb der Bienen. Amegilla umfasst mehr als 260 Arten und ist in praktisch ganz Afrika (einschließlich Madagaskar), der Paläarktis und Orientalis sowie in Australien verbreitet.
Aus Mitteleuropa sind vier Arten bekannt, aus der Westpaläarktis 35 Arten.
Auf Deutsch werden diese Bienen Pelzbienen genannt, der deutsche Name gilt jedoch auch für verwandte Gattungen, insbesondere für Bienen der Gattung Anthophora. Scheuchl bezeichnet die Arten von Amegilla zu Deutsch „Bindenpelzbienen“, was jedoch nicht allgemein gebräuchlich ist. Manche Autoren (z. B. Westrich) zählen Amegilla zu Anthophora, was jedoch international nicht anerkannt wird.

## Merkmale
Die Bienen der Gattung Amegilla haben einen behaarten Thorax und am Hinterleib auffällige dichte Haarbinden. Der Kopf trägt bei beiden Geschlechtern weiße oder gelbliche Zeichnung. Die Bienen sind kräftig gebaut, ihre Flügel haben am äußeren Teil keine Adern, die Vorderflügel haben drei etwa gleich große Cubitalzellen. Sie sind sehr schnelle Flieger. Die Zunge ist sehr lang, bei manchen Arten mehr als 20 mm lang. Im Unterschied zu Anthophora haben die Beine keine besonderen Verdickungen und Haarbüschel. Die Schienen und Metatarsen sind dicht behaart (Sammelbürste), damit wird der Pollen transportiert. Im Unterschied zu den Arten von Anthophora fehlt ein Pulvillus (Haftlappen zwischen den Klauen) an den Tarsen.
Manche tropische Arten zeigen eine auffällige metallisch blaue Zeichnung am Hinterleib und werden im englischen „blue-banded-bees“ genannt. Sie sind in Australien auffällig und weit verbreitet.

## Lebensweise
Amegilla Bienen leben solitär. Sie nisten in selbstgegrabenen Hohlräumen im Boden, oft auch in Steilwänden (zum Beispiel von Hohlwegen oder Kiesgruben). Oft sind die Nester in großen Aggregationen und oft werden die Nestbauten immer wieder verwendet. Einzelne Arten nisten auch in Holz. Die adulten Tiere leben in der Regel nur ca. sechs Wochen, was als nicht sehr lang gilt. Je nach Art und Klima gibt es eine oder mehrere Generationen im Jahr.
Die Amegilla Bienen sammeln Pollen von verschiedenen Pflanzen (sind also polylektisch). Dabei vibrieren die Weibchen und bestäuben die Pflanzen durch sogenannte Vibrationsbestäubung. Sie sind daher wichtige Bestäuber für Tomaten, Auberginen und Paprikapflanzen. Den Pollen transportieren sie mit den behaarten Hinterbeinen.
Sie können sehr schnell fliegen und sind deshalb in Sammlungen unterrepräsentiert.

## Parasiten
Bei den mitteleuropäischen Arten sind Kuckucksbienen der Gattung Thyreus nachgewiesen, außerdem sind Ölkäfer (zum Beispiel Sitaris muralis) und Erzwespen (zum Beispiel Leucospis gigas) Nestparasiten bei Amegilla.

## Systematik
Die Gattung Amegilla zählt mit 6 weiteren Gattungen zur Tribus Anthophorini, Unterfamilie Apinae. Sie ist nach Anthophora die zweit-artenreichste Gattung der Anthophorini. Amegilla ist die Schwestergruppe von Anthophora. Die Gattung wurde von Brooks in 11 Untergattungen eingeteilt, die jedoch nicht allgemein anerkannt wurden. Es gibt noch viele taxonomische und nomenklatorische Unklarheiten innerhalb der Gattung.

## Arten

### Mitteleuropäische Arten
- Amegilla albigena (D, CH)
- Amegilla garrula (D historisch, A, CH)
- Amegilla quadrifasciata (D, A, CH: historisch)
- Amegilla salviae (A Burgenland)

### Sonstige Welt
- Amegilla cingulata Fabricius, 1775 (AU)